# Khassa Camara
Khassa Camara (Châtenay-Malabry, 22 de outubro de 1992) é um futebolista mauritano que atua como volante. Atualmente defende o Agios Nikolaos, equipe da terceira divisão do Campeonato Grego.

## Carreira em clubes
Revelado pelo Troyes, jogou por mais tempo no time B (49 jogos e 7 gols), tendo atuado apenas 11 vezes na equipe principal entre 2012 e 2015 - durante o período, atuou por empréstimo no Boulogne.
Passou ainda 5 temporadas no futebol grego, tendo maior destaque atuando pelo Xanthi entre 2016 e 2020, além de ter jogado pelo Ergotelis por um ano. Ainda representaria NorthEast United e Hyderabad até 2022, quando voltaria à Grécia para defender o Chania, da segunda divisão nacional.
Em 2023, Camara assinou com o Agios Nikolaos, equipe da Gamma Ethniki (terceira divisão).

## Carreira internacional
Nascido em Châtenay-Malabry, nos arredores de Paris, o volante estreou pela Seleção Mauritana em setembro de 2013, num empate sem gols com o Canadá. Marcaria seu único gol pelos Mourabitounes em setembro de 2018, na vitória por 2 a 0 sobre Burquina Fasso.
Pela seleção, disputou 2 edições da Copa das Nações Africanas, em 2019 e 2021, caindo na primeira fase em ambas.

## Títulos
Hyderabad
- Indian Super League: 2021–22[6]